# Колтоновський Андрій Павлович
Андрій Павлович Колтоновський (20 серпня (1 вересня) 1862 — 6 січня 1939, с. Великі Будки Роменського району — російський поет, перекладач, представник „срібної доби” російської поезії. Як літератор, Андрій Колтоновський згадувався ще в „Енциклопедичному словнику” Ф.А.Брокгауза - І.А.Ефрона, 86 томів якого вийшли у Петербурзі в 1890—1907 рр.

## Біографія
Колтоновський Андрій Павлович народився 20 серпня (1 вересня) 1862 року у селі Велика Солтанівка, нині Васильківського району Київської області. Закінчив духовну семінарію. У 1902 році був арештований в Санкт-Петербурзі за участь у демонстрації. Після 1917 року жив у селі Великі Будки (нині)Сумської області. Там помер в 1939 році і похований біля власної садиби. На місці поховання в 2009 році встановлено пам'ятний хрест.

### Поезія
Вірші від 1894 друкував у журналах «Русское богатство», «Вѣстникъ Европы», «Журналъ для всехъ», «Міръ Божій». Колтоновський А. П. -автор поетичної збірки «Стихотворения» (С.-Петербургъ, 1901). Його вірші відповідають настроям того часу.

### Особливості стилю
Вірші А.Колтоновського, написані п'ятистопним ямбом і чотиристопим дактилем, створюють ефект плинної оповіді. Алітерація надає своєрідності звуковій палітрі. Образи героїв відчужені від реального світу. Героїня вірша «Незнайомка» нагадує блоківську з однойменної поезії. Така ж самотня, із загадковою печаллю, «як в напівсні», майнула, «сумна і прекрасна», розтривожила серце. Та якщо Олександр Блок лише констатує факти, Колтоновський розширює символістські канони, вносить елементи психологізму. Вірші відповідають настроям того часу. Тривога і нудьга не відпускають ліричного героя і в пейзажній, і в інтимній ліриці. Так у поезії «Літньої ночі» навіть зіроньки-очі «засвітили мерехтіння у сутінках ночі, щоб заснуле серце землі нудьгою збентежити». Замість очікуваного замилування тишою Ефіру — риторичні запитання на кшталт: «Чому благодатний світанок далекий? Коли ж запалає дрімаючий схід Зорею пурпурною?»

### Переклади
Представник українського земляцтва у Петербурзі Колтоновський пропагував українське слово. Він перший зробив переклад на російську мову сорока творів Тараса Шевченка. Разом з іншими перекладачами Іваном Бєлоусовим та Федором Сологубом (справжнє прізвище Тетерніков Ф. К.) знайомив російських читачів з творами геніального українського поета. У 1911 році в Петербурзі до 50-річчя із дня смерті Тараса Шевченка був виданий „Кобзар” у перекладах А.Колтоновського і М.Славинського. Аналізуючи у книзі «Високе мистецтво» переклад «Кобзаря» Корній Чуковський зазначив, що Андрій Павлович — «перекладач-самородок, який добре володіє винахідливістю і гнучкістю мови, великою версифікаторською відвагою», перекладав чесно, в міру своїх сил дотримувався оригіналу.
У радянські часи Колтоновський переклав на російську мову поеми «Сон», «Кавказ». У 1933 році в «Детской библиотеке» вийшов «Кобзар» в перекладах Андрія Павловича. Відомо, що він перекладав і з польської мови. Зокрема, йому належить переклад (зроблений ще до революції) популярної пісні, спрямованої проти царизму.

## Сім'я
Дружина — Колтоновська Олена Олександрівна